# Lloydia himalensis
Lloydia himalensis är en liljeväxtart som beskrevs av John Forbes Royle. Lloydia himalensis ingår i släktet Lloydia och familjen liljeväxter. Inga underarter finns listade.